# Giacomo Cavalli (vescovo)
Giacomo Cavalli (anche Jacques de’ Cavalli) (1350 – dopo il 1412) è stato un vescovo cattolico italiano.

## Biografia
Nacque nel 1350 in Piemonte, probabilmente a San Germano Vercellese; avviato alla carriera ecclesiastica, divenne in rapida successione diacono, dottore in diritto e canonico del Duomo di Vercelli. Il 1º giugno 1379, nonostante la sua giovane età, fu nominato vescovo di Vercelli dall'antipapa Clemente VII. Circa nove mesi prima, infatti, era iniziato lo Scisma d'Occidente e il titolare di Vercelli, Giovanni Fieschi, di stretta osservanza romana, era stato creato cardinale da papa Urbano VI, ma conservano l'amministrazione della diocesi. Per tale motivo i fautori dell'obbedienza avignonese avevano ritenuto la diocesi vacante ed avevano provveduto alla nomina del nuovo vescovo.

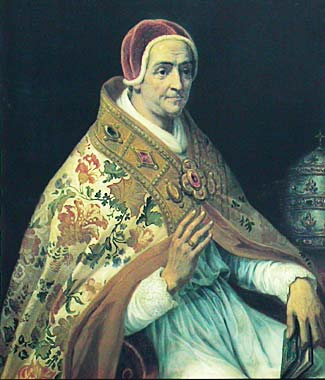
L'antipapa Clemente VII

Per molto tempo si è ritenuto che non avesse mai preso possesso della diocesi, ma in base ad alcuni documenti, sembra accertato che riuscì a farsi riconoscere, nel corso dei numerosi anni del suo ministero pastorale, come il legittimo vescovo di Vercelli. Il 26 agosto 1379 l'antipapa Clemente VII gli concesse quattro canonicati nella cattedrale di Vercelli e gli assegnò le prebende ad essi relative; l'11 settembre successivo lo autorizzò con una bolla a farsi amministrare solennemente la consacrazione sacerdotale e quella episcopale da un vescovo di sua scelta. Il 6 agosto 1380 ricevette dall'antipapa l'incarico di indagare circa alcune terre appartenenti alla mensa vescovile di Pavia, che il vescovo locale voleva concedere in feudo.
Ben presto, a causa dei contrasti seguiti allo Scisma d'Occidente, entrò in contrapposizione con l'arcivescovo di Milano, di osservanza romana, di cui il vescovo di Vercelli era suffrageneo. In una lettera inviata all'antipapa Clemente VII il Cavalli si lamenta infatti per tutti gli appelli senza fondamento che venivano sottoposti all'arcivescovo di Milano contro le sentenze da lui emesse. Il Cavalli sosteneva che l'arcivescovo di Milano dava sistematicamente ragione ai querelanti solo per ostilità all'antipapa di Avignone ed ai suoi sostenitori.
In risposta a questa lettera, l'antipapa Clemente VII decretò che tutti gli appelli contro le sentenze del vescovo di Vercelli emanati dalla sede metropolitana di Milano venissero considerati nulli; stabiliva inoltre che da allora in poi ogni appello contro il vescovo di Vercelli fosse inoltrato direttamente alla Curia pontificia di Avignone. Lo stesso giorno, con una seconda bolla, l'antipapa concesse al vescovo Cavalli l'autorità di assolvere e di reintegrare nei loro benefici quei sostenitori di papa Urbano VI, che fossero passati alla obbedienza avignonese. Il 18 agosto successivo, infine, il vescovo di Vercelli ottenne l'autorizzazione di concedere in feudo alcuni diritti appartenenti alla sua Chiesa. L'antipapa Clemente VII lo nominò collettore pontificio per la Lombardia e la Liguria il 30 novembre 1385, diventando così uno dei principali riferimenti per la curia avignonese in Nord Italia.
Il 2 agosto 1386, per fermare l'espansione dei Visconti di Milano, si accordò con Amedeo VII, conte di Savoia,  per regolare i loro diritti sulla città e sul territorio di Biella verso cui si volgevano appunto le mire milanesi: nelle trattative si era fatto rappresentare, fra gli altri, dal vescovo di Moriana e dal cancelliere di Savoia. Si creava quindi una importante alleanza con la contea dei Savoia: in base a tali accordi il vescovo prendeva possesso del palazzo episcopale di Biella e aveva l'onere alloggiare il rappresentante del conte; in contrapposizione Amedeo VII aveva la giurisdizione completa sul territorio di Biella. Il vescovo, inoltre, concedeva ad Amedeo VII tutti i diritti che la Chiesa di Vercelli percepiva in città, esclusi quelli destinati al mantenimento dei fabbricati di proprietà episcopale, rimetteva anche il pedaggio di Zumaglia, e le rendite che la Chiesa di Vercelli aveva già dal conte di Savoia. Verrua e San Germano Vercellese erano escluse dalle clausole della convenzione, in quanto appartenenti al conte.

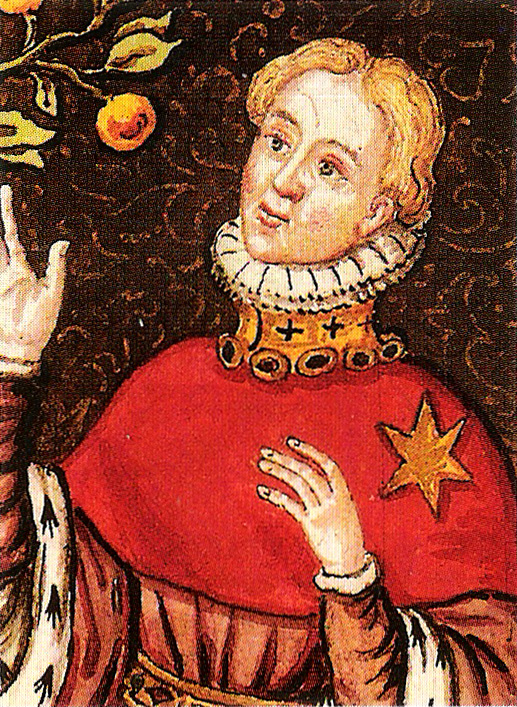
Luigi I di Valois-Orléans

Successivamente, in seguito al matrimonio di Luigi I di Valois-Orléans, giovane fratello del re di Francia, allora duca di Turenna e poi duca di Orléans, con Valentina Visconti, avvenuto per procura il 4 aprile 1387, Asti e il suo territorio erano divenuti proprietà del giovane duca e, coerentemente, provincia francese. Come conseguenza, gli abitanti dell'astigiano furono obbligati a passare all'osservanza avignonese e per questo l'antipapa Clemente VII cercava di indurre Luigi a scendere in Italia per proteggere i diritti della Curia avignonese. Inoltre, per accrescere l'autorità del vescovo di Vercelli, Clemente VII, con bolla del 24 aprile 1387, concesse al Cavalli a porre la chiesa vercellese sotto la protezione del duca. Il dispositivo del documento afferma esplicitamente che era stato lo stesso vescovo a invocare l'aiuto di Luigi I di Valois-Orléans per porre fine alle continue usurpazioni di cui era vittima.

## Successione apostolica
La successione apostolica è:
- Vescovo Pierre de Sonnaz (1400)